# بنای تاریخی معدن نمک

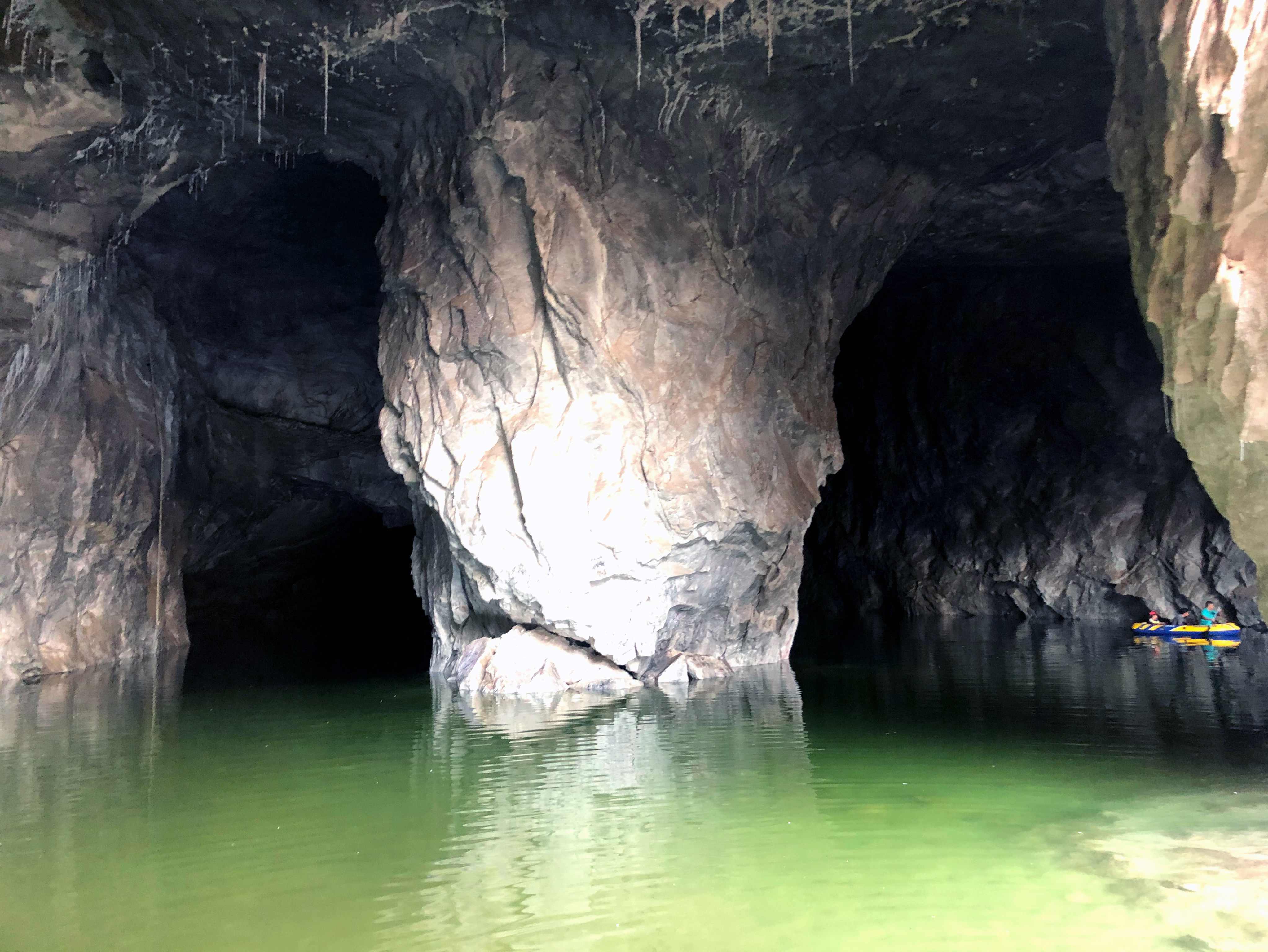
دریاچه معدن نمک گرمسار

بنای تاریخی معدن نمک مربوط به دوران‌های تاریخی پس از اسلام است و در شهرستان گرمسار، ۲/۴ کیلومتری شرق فرودگاه سمپاشی ایوانکی، دامنه شمالی ارتفاعات جنوبی ایوانکی، ۲۰۰ متری شرق مسیل رودخانه واقع شده و این اثر در تاریخ ۲۶ اسفند ۱۳۸۷ با شمارهٔ ثبت ۲۶۱۳۵ به‌عنوان یکی از آثار ملی ایران به ثبت رسیده است.